# Cícero Augusto de Góes Monteiro
Cícero Augusto de Góis Monteiro (São Luís do Quitunde, 25 de novembro de 1892 — Silveiras, 30 de agosto de 1932) foi um militar brasileiro, integrante do 9º Regimento de Infantaria de Pelotas, do Exército Brasileiro.
Era irmão do general do exército Pedro Aurélio de Góis Monteiro, filho de Pedro Aureliano Monteiro dos Santos e Constança Cavalcanti de Góis, e casado com Clara de Mendonça Machado. Faleceu em combate nas imediações da cidade de Silveiras, no Vale do Paraíba, estado de São Paulo, durante a Revolução Constitucionalista de 1932. Consta que, após a explosão de uma granada, os estilhaços decorrentes vieram a atingi-lo no coração.
Segundo Arnon de Mello (pai do ex-presidente Fernando Collor de Mello) no seu livro São Paulo Venceu, de 1933:
“(...)A offensiva de que o general Góes Monteiro me falava hontem, á noite, não se verificou somente em Minas, mas se estendeu por todas as frentes do Exército de Léste. O dia inteiro foi um gasto immenso de munições e de vidas. Os paulistas, porém, repelliram com vigor os ataques dictatoriais, não havendo sido rompida nenhuma das suas linhas importantes. Nos combates de hoje, na região de Silveiras, tombou, attingido por um estilhaço de granada no coração, o capitão Cicero de Góes Monteiro, commandante de um batalhão do 9º R. I. de Pelotas, e irmão do chefe das forças do Exército de Léste. Era um homem digno e bom, esse, a quem a morte procurou precisamente pelo coração que, generoso, nunca deixou de acolher ninguém." (p. 242-243) 
Houve consternação entre as tropas de Getúlio Vargas com a notícia do falecimento do Capitão Cicero de Góes Monteiro. Seu corpo foi levado ao Rio de Janeiro e feito as exéquias fúnebres na Capela de Nossa Senhora da Boa Morte da Casa de Misericórdia.